# یواس‌اس اسکرانتون (اس‌اس‌ان-۷۵۶)
یواس‌اس اسکرانتون (اس‌اس‌ان-۷۵۶) (به انگلیسی: USS Scranton (SSN-756)) یک زیردریایی است که طول آن ۱۱۰٫۳ متر (۳۶۱ فوت ۱۱ اینچ) می‌باشد. این زیردریایی در سال ۱۹۸۹ ساخته شد.